# Standseilbahnen in Lyon
Die Standseilbahnen in Lyon, französisch Funiculaires de Lyon, sind zwei Standseilbahnen in Lyon, die im öffentlichen Personennahverkehr betrieben werden. Aufgrund der topografischen Situation der Stadt bestanden früher fünf Standseilbahnen, um die Unterstadt mit den auf den Hügeln liegenden Stadtteilen zu verbinden (Fourvière, La Croix-Rousse).
Heute verkehren noch die Linie F1 von Saint-Jean nach Saint-Just und die Linie F2 von Saint-Jean nach Fourvière.

## Geschichte
Schon 1862 existierte in Lyon eine städtische Eisenbahn, die als Standseilbahn betrieben wurde. Dabei sind die Bahnen zwischen Andrézieux-Bouthéon und Le Coteau von 1833 älter.
Die Lyoner nennen ihre Standseilbahnen „Ficelle“ (Schnur, Schnürsenkel). Es gab zeitweise fünf davon: Drei, die zum Fourvière fuhren und zwei zum La Croix-Rousse. Alle fünf lagen größtenteils in Tunneln:
- Zum Hügel von la Croix-Rousse
  - Rue Terme – Croix-Rousse
  - Croix-Paquet – Croix-Rousse
- Zum Hügel von Fourvière
  - Saint-Jean – Saint-Just
  - Saint-Jean – Fourvière
  - Saint-Paul – Fourvière

Heute verkehren nur noch die beiden Bahnen von Saint-Jean. Die Standseilbahn Croix-Paquet nach Croix-Rousse wurde auf Zahnstangenbetrieb umgebaut und ist heute ein Teil der dritten Linie der Métro Lyon (Linie C).

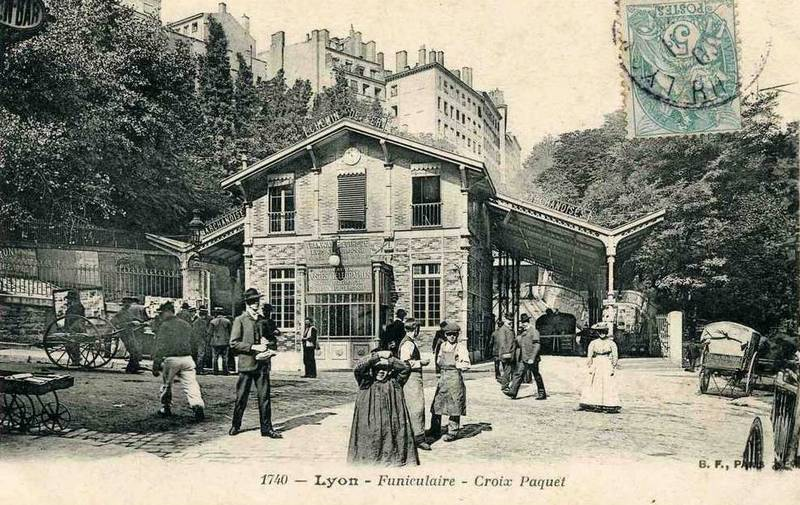
Talstation Croix-Paquet des Funiculaire de Croix-Paquet (1910)
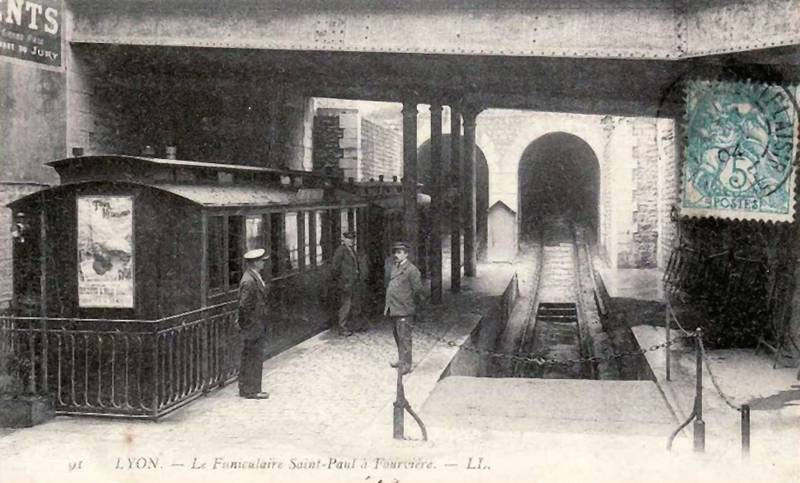
Talstation Saint-Paul der Bahn Saint-Paul–Fourvière (1910)
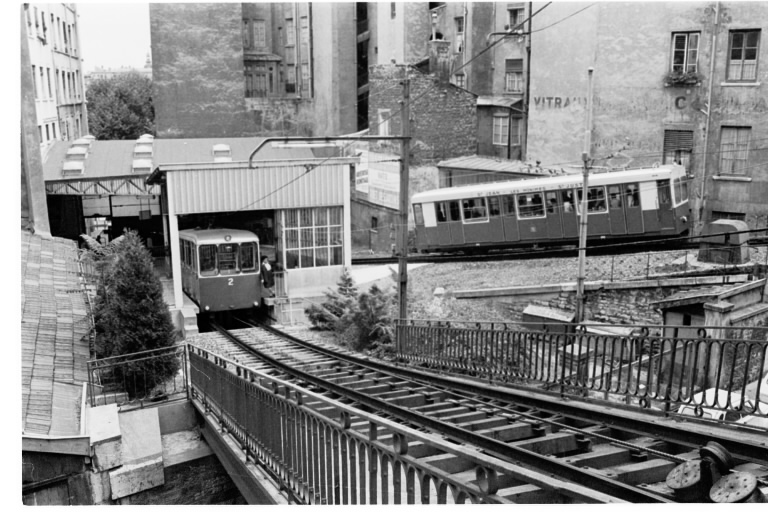
Standseilbahnen Saint-Jean–Fourvière (vorn) und Saint-Jean–Saint-Just

## Ehemalige Standseilbahnen

Standseilbahnen in Lyon: heute und früher

### Rue Terme – Croix-Rousse
Diese Bahn wurde 1862 in Betrieb genommen und am 31. Dezember 1967 stillgelegt. Der Tunnel wurde zu einem Straßentunnel.
- Eröffnung: 3. Juni 1862
- Schließung: 31. Dezember 1967
- Länge: 489 m
- max. Steigung: 160 ‰
- Spurweite: 1440 m

Zwischen 1863 und 1914 war der Bahnhof Lyon-Croix-Rousse mit der oberen Station der Standseilbahn zusammengelegt.

### Croix-Paquet – Croix-Rousse
- Eröffnung: 12. April 1891
- Schließung: 3. Juli 1972
- Länge: 512 m
- max. Steigung: 172 ‰
- Spurweite: 1440 mm

Die Strecke wurde am 6. Dezember 1974 als Zahnradbahn wiedereröffnet und am 2. Mai 1978 von Croix-Paquet bis zum Rathaus verlängert; am 10. Dezember 1984 kam die Teilstrecke Croix-Rousse – Cuire hinzu. Sie ist nun Teil der Métro Lyon (Linie C).
Diese Strecke hat Jean Moulin am 21. Juni 1943 nach Cuire genommen, um sich mit Frédéric Dugoujon zu treffen und wurde hier verhaftet.

### Saint-Paul – Fourvière
- Eröffnung: 6. Dezember 1900
- Schließung: 25. Dezember 1937
- Länge: 514 m
- max. Steigung: 243 ‰
- Spurweite (1900): 1,44 m

Bei dieser Bahn gab es Anschlüsse:
- im unteren Bahnhof zu den Zügen nach Montbrison und zur Straßenbahnlinie 9 der OTL,
- im oberen Bahnhof zur Straßenbahn Fourvière-Loyasse.

Diese Linie bekam den Namen Ficelle des morts (Faden der Toten), weil hier auch die Särge zum Friedhof Loyasse transportiert werden.

### Standseilbahnen in Betrieb

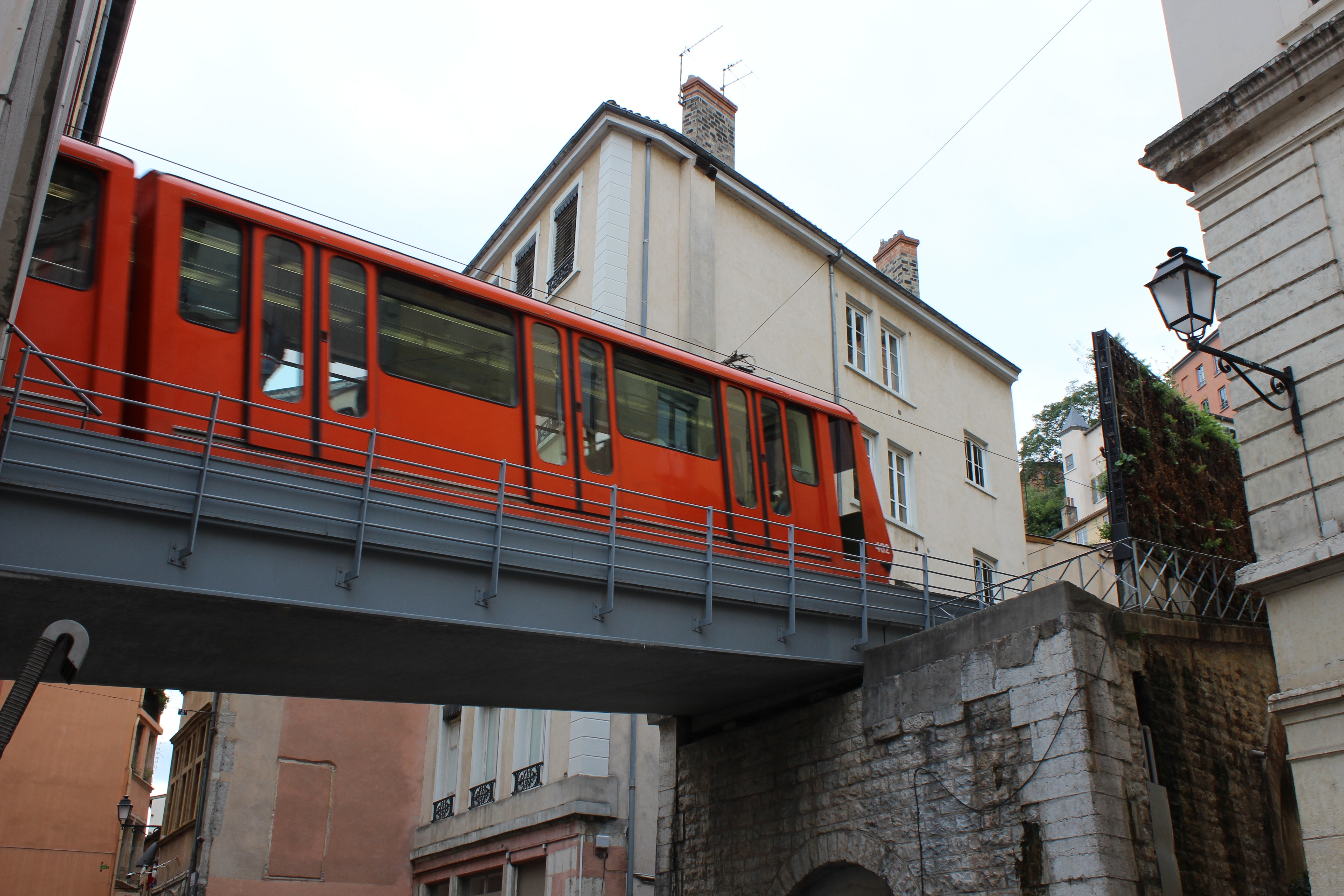
Zug der Linie F1 (Saint-Jean–Saint-Just) über der Rue Tramassac

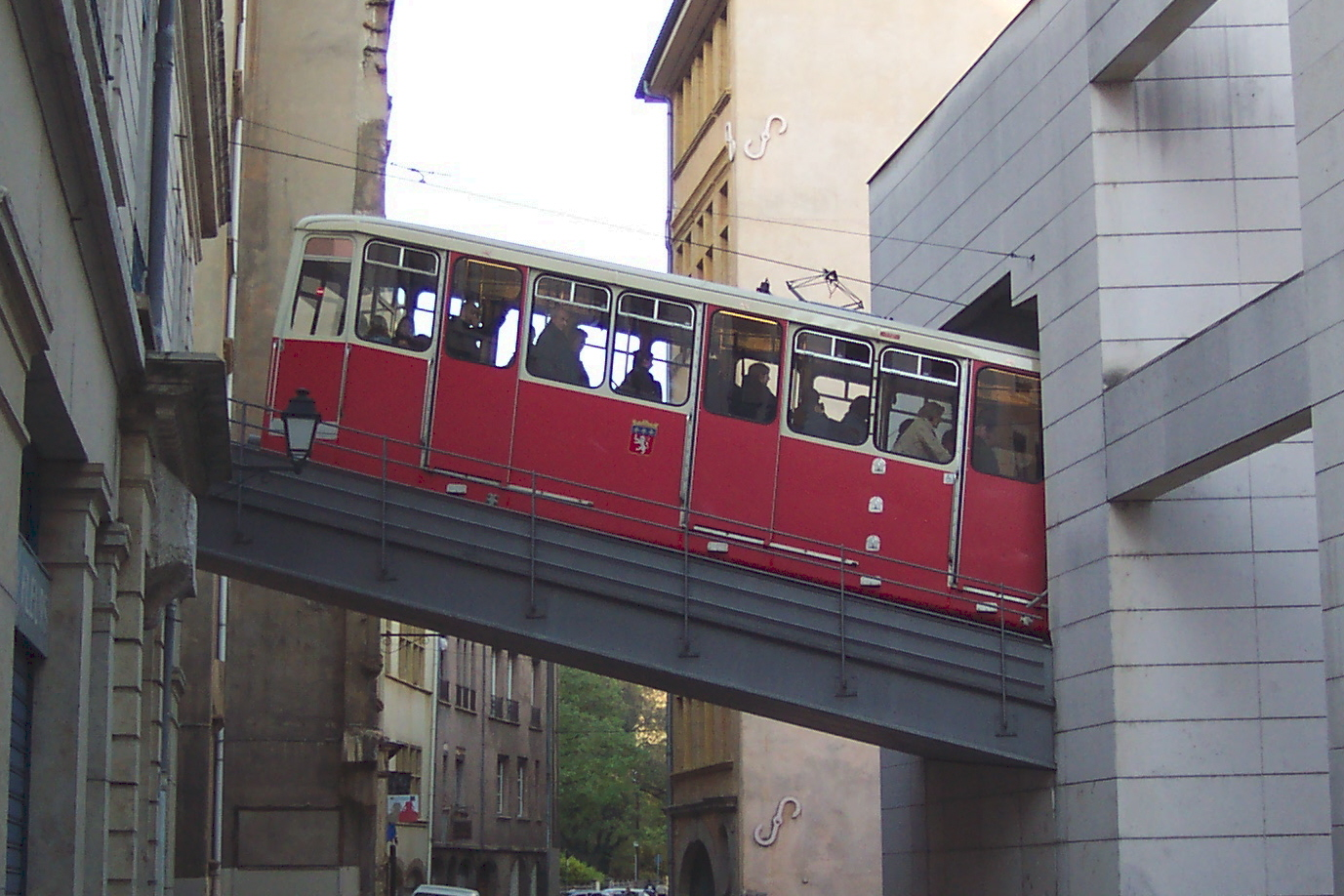
Wagen der Linie F2 (Saint-Jean–Fourvière) über der Rue Tramassac

Als die Standseilbahn Saint-Just (Linie F1) am 8. April 1878 in Betrieb genommen wurde, hatte sie eine Spurweite von 1440 Millimetern. Anlässlich der Umwandlung in eine Zahnradbahn im Jahr 1901 wurde sie auf Meterspur umgebaut. Diese wurde beibehalten, als sie 1958 wieder zur Standseilbahn wurde. Die maximale Steigung beträgt 183 ‰. Sie ist eingleisig mit einer Abtschen Ausweiche in der Mittelstation Minimes-Théâtres Romains.
Die Standseilbahn am Fourvière (Linie F2) ging am 6. Oktober 1900 als Meterspurbahn in Betrieb, die 1970 auf 1330 mm umgespurt wurde. Hier beträgt die maximale Steigung 310 ‰. Die Strecke ist ebenfalls eingleisig mit einer Abtschen Ausweiche.
Die Linie F2 wurde 1970 modernisiert. Die zwei Wagen wurden ersetzt, die alten kamen ins Museum: einer in das Musée de l’automobile Henri Malartre in Rochetaillée-sur-Saône und der andere in das Musée des transports urbains, interurbains et ruraux in Chelles.

### Betreiber
Betreiber der Standseilbahnen, sowie der Bus- und Obuslinien, der Metro und der Straßenbahn ist Keolis Lyon unter dem Markenzeichen Transports en commun lyonnais (TCL); sie arbeitet auf Rechnung der SYTRAL.
Die Standseilbahnen sind in das Signal- und Preissystem der Métro Lyon eingebunden. Sie sind von 5:23 Uhr bis 0:00 Uhr in Betrieb.

### Preise und Finanzierung
Die Tickets und Abonnements gelten für das gesamte TCL-Netz. Eine einfache Fahrkarte gilt eine Stunde für alle Fahrzeuge (Bus, Straßenbahn, Metro usw.), wobei es unerheblich ist, in welchem Fahrzeug die Reise begonnen wurde. Seit dem 1. Januar 2013 sind auch Rückfahrten erlaubt, wenn sie in die Geltungsdauer passen.
Die Finanzierung des laufenden Betriebs (Unterhaltung, Material, Personalkosten) wird vom Betreiber Keolis Lyon sichergestellt. Der Preis der Fahrscheine und Abonnements sind aus politischen Gründen niedrig angesetzt und damit nicht kostendeckend. Das dadurch entstehende Defizit wird von der SYTRAL abgedeckt. Die Gesellschaft bestimmt auch Beförderungsbedingungen, Verkehrszeiten und Takt des Verkehrsangebots.